# 红珊藤科
红珊藤科（学名：Berberidopsidaceae）又名智利藤科，共有2属3种，生长在南美洲的智利南部和澳大利亚东部，木质藤本，叶缘有齿，果实为浆果。
1981年的克朗奎斯特分类法将其分在大风子科内，1998年根据基因亲缘关系分类的APG 分类法认为应该单独分为一个科，但无法放到任何一目中，直接放到核心真双子叶植物分支之下，有的分类学家主张将本科和鳞枝树科合并为一个“红珊藤目”，但当时两科在核心真双子叶植物的演化位置还未定，所以2003年修订的APG II 分类法尚没有采纳，仍然维持原来的分类。
当本科和鳞枝树科的单系群独立地位受确认后，2009年的APG III承认了红珊藤目。